# Mercedes González
Mercedes González de Arleta, née le 11 juillet 1963 à Madrid, est une ancienne coureuse cycliste espagnole, spécialiste de la descente en VTT.

## Palmarès en VTT

### Championnats du monde
- Kirchzarten 1995
  -  Médaillée d'argent du championnat du monde de descente
- Cairns 1996
  - 6e au championnat du monde de descente
- Château-d'Œx 1997
  - 7e au championnat du monde de descente

### Coupe du monde
- Coupe du monde de descente
  - 4e en 1996
  - 6e en 1997
  - 5e en 1998
  - 5e en 1999

### Championnats d'Europe
- 1996
  -  Médaillée de bronze de la descente
- 1997
  - 6e de la descente

### Autres
- 1996
  - 2e de Les Gets - descente (coupe du monde)
- 1998
  - 2e de Snoqualmie Pass - descente (coupe du monde)
- 1999
  - 2e de Squaw Valley - descente (coupe du monde)